# Eusébio de Mindo
Eusébio de Mindo foi um filósofo do século IV e reconhecido platónico. É descrito por Eunápio de Sardes como um dos principais elos do neoplatonismo.
Foi discípulo de Edésio da Capadócia de Pérgamo. Dedicou-se principalmente à lógica, tendo criticado o lado mágico e teúrgico da doutrina.
Por causa disso confrontou o imperador Juliano, que preferia o misticismo de Máximo de Éfeso e Crisâncio de Sardes
Estobeu coleccionou uma série de dizeres éticos que eram de um Eusébio, que poderá ser idêntico ao neoplatónico.